# Henrik Bielke (jægermester)
 Der er flere personer med dette navn, se Henrik Bielke.
Henrik Bielke (1683 (døbt 12. september i Holmens Kirke) – 15. oktober 1736) var en dansk godsejer og jægermester.
Bielke kom 1695 på Det ridderlige Akademi i København, blev 1696 lærling i Søetaten og 1703 løjtnant, men tog afsked 1705. 1707 blev han ejer af Langholt i Kær Herred.
Han fik 1712 bestalling som kongelig jægermester i Joachim Christopher von Zepelins distrikt, dog uden gage, blev 1714 etatsråd, 1721 jægermester i Vendsyssel i Zepelins sted, samme år jægermester i Haderslev og Koldinghus Amter og 1731 konferensråd.
Han blev gift 1707 med Dorthea Jensdatter Rodsteen (1686 (døbt 30. oktober 1686 i Odder Kirke) - før 5. marts 1751), datter af Jens Rodsteen og Sophie Amalie von Gersdorff. Efter mandens død boede hun 1737 på Rathlousdal og 1738 på Rodsteenseje, men 1748 i Aarhus.
Han er begravet i Seest Kirke.